# Gare de Solterre
La gare de Solterre, écrite parfois Solterres, est une gare ferroviaire, fermée et désaffectée, de la ligne de Moret - Veneux-les-Sablons à Lyon-Perrache. Elle est située à l'est du bourg centre de la commune de Solterre, dans le département du Loiret en région Centre-Val de Loire.
Mise en service en 1861 par la Compagnie des chemins de fer de Paris à Lyon et à la Méditerranée (PLM), elle est fermée par la Société nationale des chemins de fer français (SNCF) a une date indéterminée, entre 1938 et 1985.

## Situation ferroviaire
Établie à 105 mètres d'altitude, la gare fermée de Solterre est située au point kilométrique (PK) 129,049 de la ligne de Moret - Veneux-les-Sablons à Lyon-Perrache, entre les gares de Montargis et de Nogent-sur-Vernisson,.

## Histoire

### Gare PLM (1861-1937)

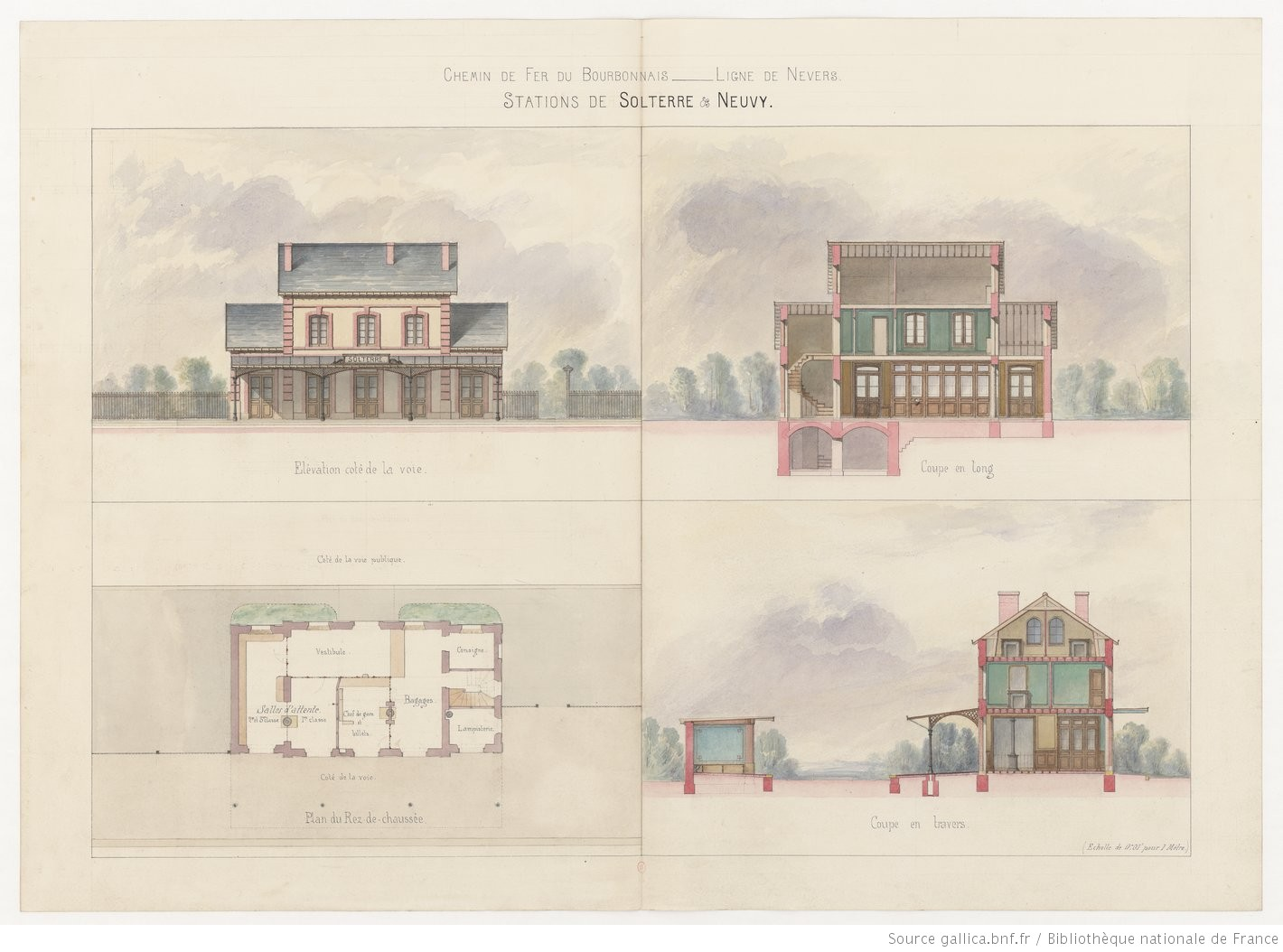
Plans et coupes du bâtiment voyageurs lors de sa construction.

La gare de Solterre est mise en service le 21 septembre 1861 par la Compagnie des chemins de fer de Paris à Lyon et à la Méditerranée (PLM), lorsqu'elle ouvre à l'exploitation les 51 km de la première section de sa ligne Paris-Lyon par le Bourdonnais. La gare est établie à un kilomètre du bourg de Ferrières.
En 1876, un quai pour chevaux et chaises de poste est réalisé en conformité avec le projet du 21 octobre 1875. En 1889, c'est une voie de débord et une voie transversale qui sont ajoutées.
Le 17 octobre 1893 Patrice de Mac Mahon, ancien maréchal de France et président de la République, meurt à Montcresson, à son domicile au château de la Forêt. Le 21 octobre, après la cérémonie familiale dans l'église de Montcresson et une cérémonie publique sur la place de l'église son cercueil est transporté en fourgon jusqu'à la gare de Solterre pour être déposé « dans un wagon tendu de draperies noires frangées d'argent » afin d'être transporté à Paris pour l'hommage national dans l'église de la Madeleine avant son inhumation à l'Hôtel des Invalides. Le train quitte la gare de Solterre à 15h40.

La gare vers 1900 et 1910
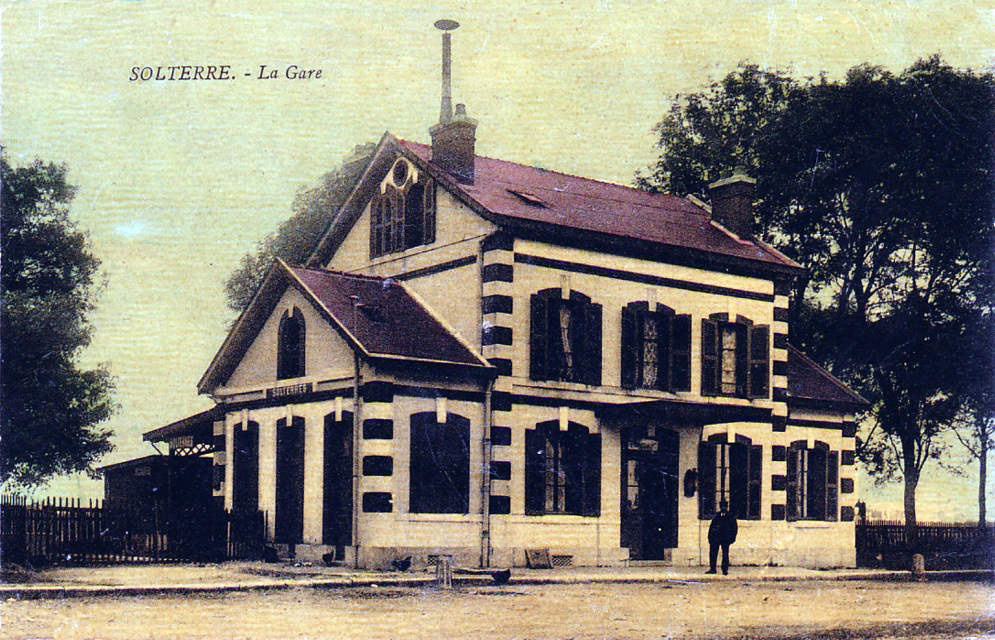
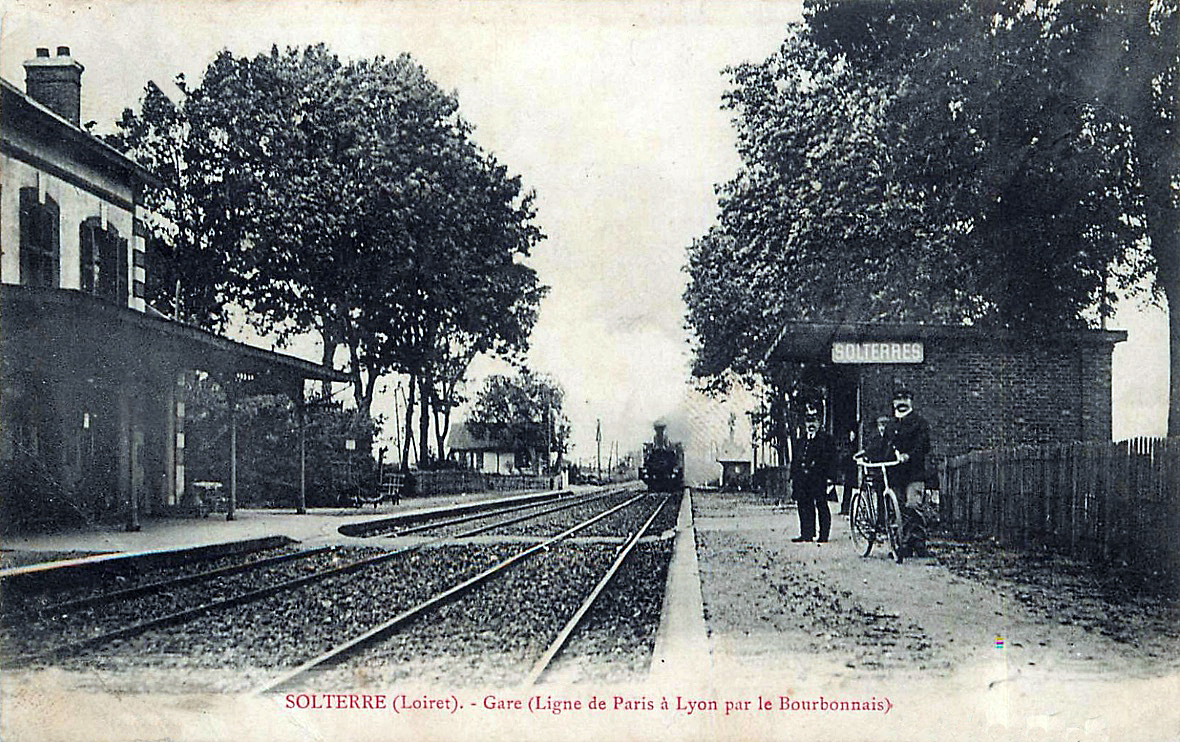

En 1911, la gare figure dans la Nomenclature des gares stations et haltes du PLM. C'est une gare de la ligne PLM de Moret-les-Sablons à Nimes, située entre la gare de Montargis et la gare de Nogent-sur-Vernisson. C'est une gare ouverte au service de la grande vitesse et à celui de la petite vitesse « que pendant les périodes de temps indiquées par une affiche apposée dans la gare ».

### Gare de la SNCF (1938-?)
Le 8 avril 1938, l'association des naturalistes de la vallée du loing donne rendez-vous, pour une excursion sur les étangs du Vernisson moyen, « à la gare de Solterre à l'arrivée du train de 10h17 », parti de Paris à 6h28 et arrivé à Montargis à 8h52 pour en repartir à 10h05.
La gare est fermée par la SNCF avant 1985.

## Patrimoine ferroviaire
Après avoir été à l'abandon, le bâtiment voyageurs d'origine a été réaffecté en propriété privée avec sa cour.